# Toegangshek Hydepark
Toegangshek Hydepark is een beschermd gemeentelijk monument aan de Sophialaan in Baarn, in de provincie Utrecht.
Het hek bestaat uit twee Noors granieten pijlers met daartussen een smeedijzeren dubbel inrijhek en twee kleine hekken aan weerszijden. De grote hekken waren bedoeld voor rijtuigen, de twee kleine voor voetgangers. Op de pijlers staan gesmede lantaarns. Het hek is in 1887 ontworpen door architect Jean Nicolas Landré.
Het toegangshek hoorde bij de buitenplaats Hydepark in Doorn van bankier Hendrik van Loon en diens vrouw Louise (kleindochter van de weduwe Borski). Hun huis werd in de Tweede Wereldoorlog verwoest bij een bombardement.
Toen het hek in 1967 verscheept dreigde te worden naar Amerika werd het opgekocht door H. Harten die het voor zijn huis aan de Sophialaan liet plaatsen. Om de sfeer van een landgoed te krijgen werden bovendien rododendrons aangeplant. Harten liet de initialen van de oude eigenaars in de klinkerbestrating verwerken en liet in het hek de naam Hartenstein aanbrengen. Bovendien werden de initialen WB (Peter Meijer noemt WR) met een kroontje erop in de staanders gegraveerd. Op ijzeren hekstaven uit Zweden gebeurde dat vaker in die tijd. Mogelijk zijn de initialen afkomstig van een adellijke eigenaar van een Zweedse hoogoven.